# Alberto Estrella
Alberto Rodríguez Estrella (Guadalajara; Jalisco, 23 de septiembre de 1962) es primer actor un actor mexicano de televisión, teatro y cine. Cuenta con un foro cultural de Teatro llamado "El Círculo Teatral".

## Trayectoria

### Telenovelas
- Regalo de amor (2025) - Gaspar de la Vega[1]
- El gallo de oro (2023) - Don Lucas[2]
- Gloria Trevi: ellas soy yo (2023) - Juez de Chihuahua[3]
- Mi camino es amarte (2022-2023) - Macario Hernández[4]
- Esta historia me suena (2022)[5]
- La desalmada (2021) - Carmelo Murillo[6]
- Vencer el miedo (2020) - Vicente Durán[7]
- Por amar sin ley (2019) - Diego Molina
- Ringo (2019) - Guido Guevara
- Hasta el fin del mundo (2015) - Don
- La malquerida (2014) - Danilo Vargas
- Lo que la vida me robó (2013) - Juventino Zamudio
- Dos hogares (2011) - Asesino de Ricardo
- Para volver a amar (2010) - Rodrigo Longoria
- Niña de mi corazón (2010) - El ángel Uriel
- Alma de hierro (2008-2009) - Angel "Angelito" Hierro Martinez
- Pasión (2007-2008) - Mario Fuentes
- Contra viento y marea (2005) - Valente Ortigoza / Franco Gallardo
- Amar otra vez (2003) - Alberto
- Entre el amor y el odio (2002) - Marcial Andrade
- Atrévete a olvidarme (2001) - Gonzalo Rivas-Montaño (joven)
- El noveno mandamiento (2001) - Felipe Ruiz
- Locura de amor (2000)
- Cuento de Navidad (1999)
- Amor gitano (1999) - Jonás
- Alguna vez tendremos alas (1997) - Rodolfo Sánchez "El Gato"/ Mario García Suárez
- Las secretas intenciones (1992)
- Yo no creo en los hombres (1991) - Alfonso
- Dulce desafío (1988-1989) - Ernesto Quiroz
- Amor en silencio (1988) - Pedro
- Martín Garatuza (1986) - Carlos de Arellano

### Programas
- Como dice el dicho (2011-2014-2021) - Marco / Lucío / Pedro
- El equipo (2011) - Santiago Quiron
- Gritos de muerte y libertad (2010) - José María Morelos
- Adictos (2009)
- Mujeres asesinas (2008) - Víctor Ceballos
- Mujer, casos de la vida real (1999-2001)
- Plaza Sésamo (1972) - Abelardo Montoya

### Series
- Mariachis (2023) - Jorge Cuevas[8]

### Cine
- El viaje de Keta (2016) - Alberto
- Los parecidos (2015) - Detective Reyes
- La calle de la amargura (2015) - Juanes
- Cuatro lunas (2014) - Joaquín Covo (voz)
- El fantástico mundo de Juan Orol (2012) - El indio Fernández
- Qué importa corazón (2011) - El mudo
- Noche sin luna (2010) - Óscar Rodríguez
- No eres tú, soy yo (2010) - Dr. Carlos
- Las buenas hierbas (2010) - Luis
- Juventud (2010) - Chato
- El dolor de un hombre solo (2009)
- Un mexicano más (2009) - Maestro de civismo
- Días extraños (2009)
- Disculpe las molestias (2009) - Pedro
- Cabeza de buda (2009) - Rubén
- Amar a morir (2009) - Tigre
- Todos hemos pecado (2008) - El hombre sin nombre
- Dulces perversiones (2008)
- Crepúsculo rojo (2008) - Valente
- Llamando a un ángel (2008) - Ángel
- Quemar las naves (2007) - Emilio
- Oblivion (2007)
- Cementerio de papel (2007) - Primitivo
- Una de balazos (2005) - Consigliori
- Sexo impostor (2005)
- XX-XY fuera del mundo (2005) - El esposo
- Maxima velocidad (2004) - Talibán
- Santos peregrinos (2004) - Emiliano Zapata
- Zapata, el sueño del héroe (2004) - Martínez
- El fuego de la venganza (2004) - Adjuntant AFI
- El edén (2004) - Evaristo "Eva"
- Narco cabrón.... Federal más chingón (2004) - Teniente Quintana
- Políticos, mentiras y videos (2004)
- Quiero vivo al malandrín (2004)
- Sangre contra sangre (2004)
- Atrapada (2003)
- Calvario (2003)
- Rivales a muerte (2003)
- Malos hábitos (2002)
- La virgen de la lujuria (2002) - Gardenia
- eXXXorcismos (2002) - Roberto
- Destino cholo (2002)
- Simon, el gran varón (2002) - Andrés
- Pacas de a mil (2002)
- Otilia (2001) - Melquíades
- Cara prestada (2001)
- El preso de Zacatecas (2001)
- Homies, Sangre en el barrio (2001) - Felipe
- La fuga del Chapo (2001)
- Las dos caras del señor (2001)
- Narcos contra sotanas (2001)
- Perros de pelea (2001)
- Sotana roja (2001)
- ¡Alerta!... La justicia de Rojo (2000) - Miguel
- Cabecillas de la sierra (2000)
- Noches violentas (2000)
- Sangre nocturna (2000)
- Sentencia de narcóticos (2000)
- Tres reos (2000)
- Con el valor en la sangre (2000)
- El corrido de la Riata en Michoacán (2000)
- El gallo de Michoacán (2000)
- El psicópata y el candidato (2000)
- Pollitas de cuenta (1999)
- Santitos (1999) - Ángel
- Cómplices criminales (1999)
- Herencia de traficantes (1999)
- Búsqueda implacable (1998) - Teniente Quintana
- El corrido de Santa Amalia (1998)
- Fibra óptica (1998) - The Young Executive
- El chacal de la sierra (1998)
- De noche vienes, Esmeralda (1997) - Jaime
- Última llamada (1996) - Gilberto Cortés
- Que hora es? (1996)
- ¿Por qué nosotros no? (1996) - Policía
- Salón México (1996) - Paco
- En el aire (1995) - Luis
- Salto al vacío (1995)
- La reina de la noche (1994) - Pedro Calderón
- Amorosos fantasmas (1994)
- Principio y fin (1993) - Guama Botero
- Ruby Cairo (1993) - Hermes #2
- Haciendo la lucha (1993)
- Corazones de terciopelo (1992)
- De que color son tus ojos verdes? (1991)
- Encuentro de valientes (1991)
- Seed of tragedy (1991) - Guerrilla Leader
- Los fugitivos (1990)
- El umbral (1987)
- Las plumas del pavorreal (1986)
- El imperio de la fortuna (1986) - Montero
- El otro (1986)

### México 1986
La inauguración del mundial México 1986, no se vio en el estadio, sólo en TV (las pantallas del Azteca se colocaron hasta 1999).  Dicha ceremonia dio inicia a las 10:00 de la mañana. El tele-espectador estaban viendo un video producido por Luis de Llano en donde se mostraba la historia de México a través de un Caballero Águila (protagonizado por el hasta entonces desconocido actor Alberto Estrella) quien, antes de convertirse en un moderno futbolista, hacía un recorrido por el país que empezaba en Teotihuacán y acababa en las Torres de Satélite.

## Premios y nominaciones
Premio Arlequín 1999 por su actuación en "Muerte Súbita".

### Premios TVyNovelas
| Año  | Categoría              | Programa/Telenovela       | Resultado |
| ---- | ---------------------- | ------------------------- | --------- |
| 2020 | Mejor primer actor     | Vencer el miedo           | Ganador   |
| 2015 | Mejor actor antagónico | La malquerida             | Nominado  |
| 2002 | Mejor actor antagónico | Entre el amor y el odio   | Nominado  |
| 1998 | Mejor actor antagónico | Alguna vez tendremos alas | Nominado  |

### Premios INTE
| Año  | Categoría        | Trabajo nominado        | Resultado |
| ---- | ---------------- | ----------------------- | --------- |
| 2003 | Actor de reparto | Entre el amor y el odio | Nominado  |

### Premios Califa de Oro
| Año  | Categoría   | Serie de televisión         | Resultado |
| ---- | ----------- | --------------------------- | --------- |
| 2010 | Mejor actor | Gritos de muerte y libertad | Ganador   |